# Collegio plurinominale Toscana - 02 (Camera dei deputati 2017)
Il collegio elettorale plurinominale Toscana - 02 è stato un collegio elettorale plurinominale della Repubblica Italiana per l'elezione della Camera tra il 2017 ed il 2022.

## Territorio
Come previsto dalla legge elettorale italiana del 2017, il collegio era stato definito tramite decreto legislativo all'interno della circoscrizione Toscana.
Il collegio comprendeva la zona definita dai tre collegi uninominali Toscana - 10 (Pisa), Toscana - 11 (Poggibonsi) e Toscana - 13 (Livorno).

## Dati elettorali

### XVIII legislatura
Come previsto dalla legge elettorale, 386 deputati erano eletti in 63 collegi plurinominali con ripartizione proporzionale a livello nazionale tra le coalizioni e le singole liste che avessero superato la soglia di sbarramento stabilita.
Nel collegio venivano eletti 7 deputati.
| Liste          | Liste                                       | Proporzionale | Proporzionale | Proporzionale | Maggioritario | Maggioritario | Maggioritario |  |
| Liste          | Liste                                       | Voti          | %             | Seggi         | Voti          | %             | Seggi         |  |
| -------------- | ------------------------------------------- | ------------- | ------------- | ------------- | ------------- | ------------- | ------------- |  |
|                | Partito Democratico                         | 130 608       | 28,40         | 2             | 145 912       | 31,72         | 2             |  |
|                | +Europa                                     | 11 013        | 2,39          | –             | 145 912       | 31,72         | 2             |  |
|                | Italia Europa Insieme                       | 2 870         | 0,62          | –             | 145 912       | 31,72         | 2             |  |
|                | Civica Popolare                             | 1 421         | 0,31          | –             | 145 912       | 31,72         | 2             |  |
|                | Lega                                        | 84 825        | 18,44         | 1             | 144 252       | 31,36         | 1             |  |
|                | Forza Italia                                | 40 705        | 8,85          | –             | 144 252       | 31,36         | 1             |  |
|                | Fratelli d'Italia                           | 16 603        | 3,61          | –             | 144 252       | 31,36         | 1             |  |
|                | Noi con l'Italia – UDC                      | 2 119         | 0,46          | –             | 144 252       | 31,36         | 1             |  |
|                | Movimento 5 Stelle                          | 121 065       | 26,32         | 1             | 121 065       | 26,32         | –             |  |
|                | Liberi e Uguali                             | 23 487        | 5,11          | –             | 23 487        | 5,11          | –             |  |
|                | Potere al Popolo!                           | 11 418        | 2,48          | –             | 11 418        | 2,48          | –             |  |
|                | Partito Comunista                           | 5 410         | 1,18          | –             | 5 410         | 1,18          | –             |  |
|                | CasaPound                                   | 3 703         | 0,81          | –             | 3 703         | 0,81          | –             |  |
|                | Il Popolo della Famiglia                    | 2 162         | 0,47          | –             | 2 162         | 0,47          | –             |  |
|                | Italia agli Italiani (FN - MSFT)            | 1 628         | 0,35          | –             | 1 628         | 0,35          | –             |  |
|                | Per una Sinistra Rivoluzionaria (PCL - SCR) | 904           | 0,20          | –             | 904           | 0,20          | –             |  |
| Totale         | Totale                                      | 459 941       | 100           | 4             | 459 941       | 100           | 3             |  |
|                |                                             |               |               |               |               |               |               |  |
| Schede bianche | Schede bianche                              | 4 470         | 0,94          |               |               |               |               |  |
| Schede nulle   | Schede nulle                                | 8 946         | 1,89          |               |               |               |               |  |
| Votanti        | Votanti                                     | 473 357       | 77,56         |               |               |               |               |  |
| Elettori       | Elettori                                    | 610 311       |               |               |               |               |               |  |

## Eletti

### Eletti nei collegi uninominali
Eletti nella coalizione di centro-sinistra (PD - +EUR - Insieme - CP)
     Eletti nella coalizione di centro-destra (Lega - FI - FdI - NcI-UDC)
| Collegio uninominale | Eletto | Eletto         | Partito |
| -------------------- | ------ | -------------- | ------- |
| 10. Pisa             |        | Edoardo Ziello | Lega    |
| 11. Poggibonsi       |        | Susanna Cenni  | PD      |
| 13. Livorno          |        | Andrea Romano  | PD      |

### Eletti nei collegi plurinominali
| Partito Democratico           | Movimento 5 Stelle | Lega           |
| ----------------------------- | ------------------ | -------------- |
|                               |                    |                |
| Stefano Ceccanti Lucia Ciampi | Francesco Berti    | Claudio Borghi |

1. ↑  In data 13.07.2022 aderisce al gruppo Insieme per il futuro.